# Şevval Ayaz
Şevval Ayaz (* 25. September 2000) ist eine türkische Hürdenläuferin, die sich auf die 100-Meter-Distanz spezialisiert hat.

## Sportliche Laufbahn
Erste internationale Erfahrungen sammelte Şevval Ayaz beim Europäischen Olympischen Jugendfestival (EYOF) 2015 in Tiflis, bei dem sie mit 14,21 s in der ersten Runde über 100 m Hürden ausschied. Im Jahr darauf gewann sie bei den U18-Balkan-Meisterschaften in Kruševac in 13,84 s die Bronzemedaille und 2017 sicherte sie sich bei den U20-Balkan-Hallenmeisterschaften in Istanbul in 8,58 s die Bronzemedaille im 60-Meter-Hürdenlauf. Im Juli erreichte sie bei den U18-Weltmeisterschaften in Nairobi das Finale über 100 m Hürden, konnte dort aber ihr Rennen nicht beenden. Kurz darauf schied sie bei den U20-Europameisterschaften in Grosseto mit 14,34 s in der ersten Runde aus und kam mit der türkischen 4-mal-100-Meter-Staffel im Vorlauf nicht ins Ziel. Im Jahr darauf gewann sie bei den U20-Balkan-Hallenmeisterschaften in Sofia in 8,37 s die Silbermedaille über 60 m Hürden und wurde anschließend bei den Balkan-Hallenmeisterschaften in Istanbul in 8,39 s Vierte. Anfang Juni belegte sie bei den U23-Mittelmeer-Meisterschaften in Jesolo in 13,49 s den fünften Platz über 100 m Hürden und anschließend gelangte sie bei den U20-Weltmeisterschaften in Tampere in 13,46 s ebenfalls auf den fünften Platz. Bei den Balkan-Meisterschaften in Stara Sagora erreichte sie mit 13,48 s Rang sechs und belegte mit der Staffel in 45,74 s den vierten Platz. 2019 siegte sie in 8,21n s über 60 m Hürden bei den Balkan-Hallenmeisterschaften in Istanbul und schied anschließend bei den Halleneuropameisterschaften in Glasgow mit 8,46 s in der ersten Runde aus. Im Juni gelangte sie bei den Europaspielen in Minsk mit 13,60 s auf Rang 13 und anschließend konnte sie bei den U20-Europameisterschaften in Borås ihren Vorlauf nicht beenden. Im Jahr darauf wurde sie bei den Balkan-Hallenmeisterschaften in Istanbul in 8,50 s Neunte über 60 m Hürden und 2021 schied sie bei den U23-Europameisterschaften in Tallinn mit 13,52 s im Halbfinale über 100 m Hürden aus. 2022 erreichte sie bei den Mittelmeerspielen in Oran das Finale, wurde dort aber disqualifiziert und mit der 4-mal-400-Meter-Staffel gewann sie dort in 3:43,13 min die Bronzemedaille hinter den Teams aus Italien und Slowenien. Anschließend siegte sie in 13,21 s bei den Islamic Solidarity Games in Konya und gewann mit der 4-mal-100-Meter-Staffel mit neuer Landesrekordzeit von 44,49 s die Bronzemedaille hinter den Teams aus Gambia und Bahrain.
2023 wurde sie bei der 1. Liga der Team-Europameisterschaft im Rahmen der Europaspiele in Chorzów in 13,33 s Vierte im B-Lauf über 100 m Hürden und gelangte mit der 4-mal-100-Meter-Staffel mit 44,74 s auf den sechsten Platz im B-Lauf. Anschließend schied sie bei den World University Games in Chengdu mit 13,49 s im Halbfinale im Hürdenlauf aus und verpasste mit der Staffel mit 45,20 s den Finaleinzug.
In den Jahren 2021 und 2022 wurde Ayaz türkische Meisterin im 100-Meter-Hürdenlauf sowie 2017 und 2018 Hallenmeisterin über 60 m Hürden.

## Persönliche Bestleistungen
- 100 m Hürden: 13,15 s (+1,3 m/s), 25. Juni 2022 in Bursa
  - 60 m Hürden (Halle): 8,21 s, 16. Februar 2019 in Istanbul (türkischer U20-Rekord)